# Floronia zhejiangensis
Floronia zhejiangensis är en spindelart som beskrevs av Zhu, Chen och Yu-hua Sha 1987. Floronia zhejiangensis ingår i släktet Floronia och familjen täckvävarspindlar. Inga underarter finns listade i Catalogue of Life.